# Palazzo dell'Orologio

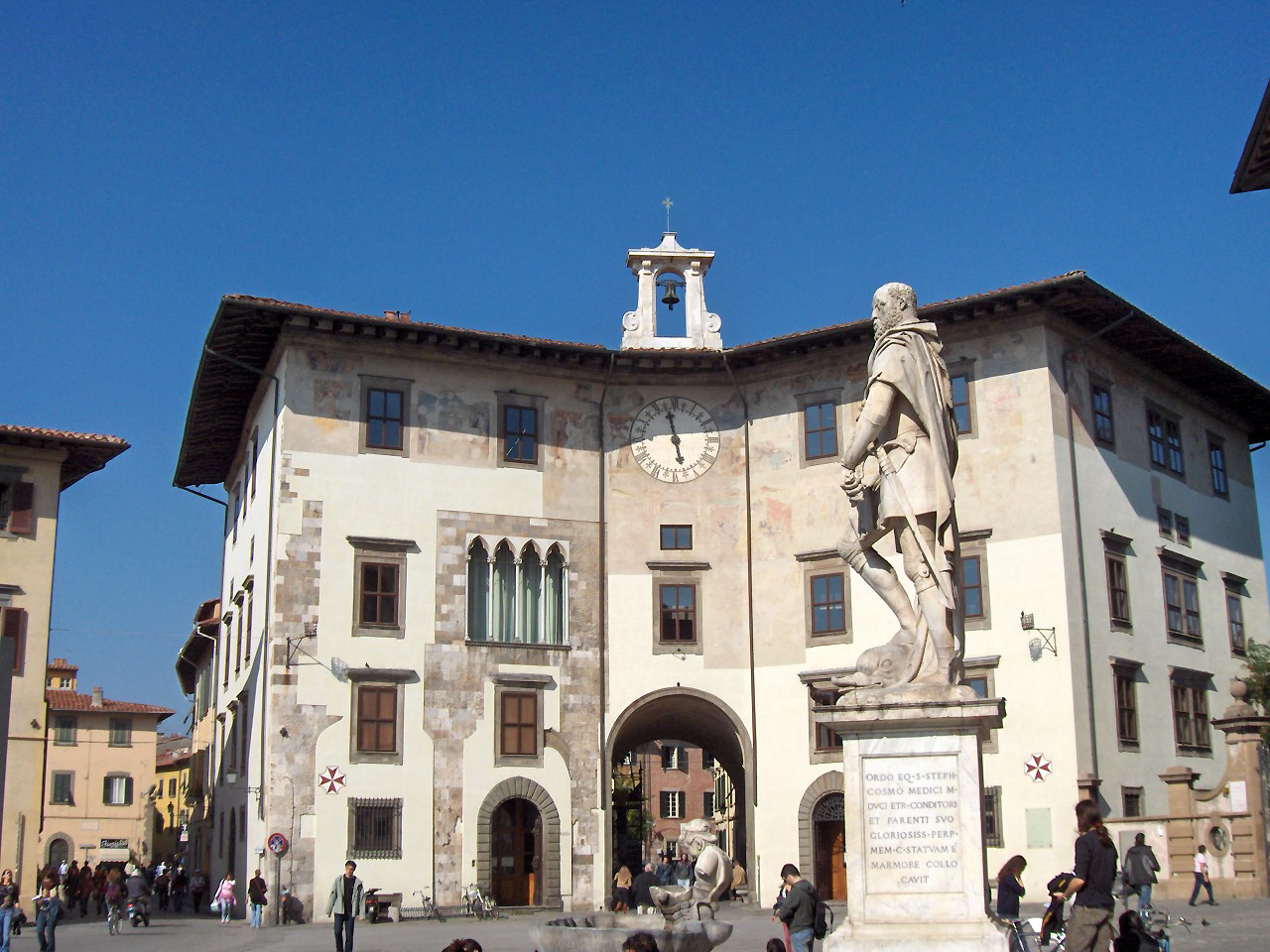
Fachada do Palazzo dell'Orologio, com vestígios da Torre della Muda no local onde se abre a janela quadrífora.

O Palazzo dell'Orolgio (Palácio do Relógio) é um palácio situado na Piazza dei Cavalieri, em Pisa, na Itália. Na sua estrutura foi incorporada a medieval Torre della Muda.

## História e Arquitectura

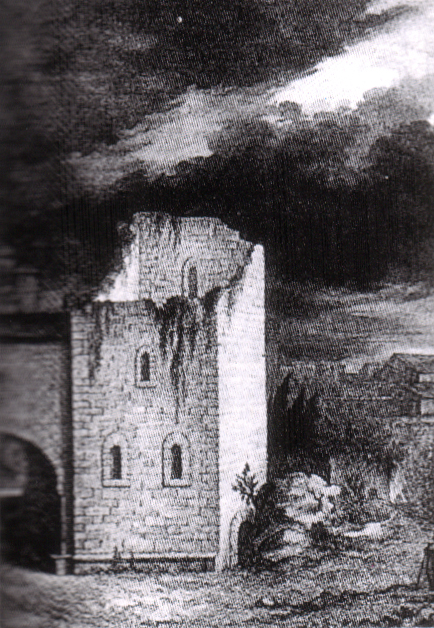
Aspecto da Torre della Muda numa gravura de 1865.

O Palazzo dell'Orologio é um antigo edifício medieval onde residia o Capitano del Popolo (Capitão do Povo), pelo menos, desde 1357, pertencente anteriormente à família Gualandi. Quando o palácio foi construído incorporou, também, a famosa Torre della Muda (ou Torre della Fame), onde, em 1289, morreu o Conde Ugolino Della Gherardesca com os filhos e netos, protagonista de uma das mais célebres páginas da Divina Comédia de Dante (Inferno, XXXIII).
A Torre della Muda era uma antiga torre de Pisa, cujo nome, Muda, deriva do facto de, antigamente, aqui se fecharem as águias criadas pela Comuna de Pisa durante o período da muda das penas. Depois dos dramáticos factos protagonizados por Ugolino (bem conhecidos na época mesmo antes de serem citados por Dante Alighieri, sendo o Conde della Gherardesca um personagem conhecido e de grande peso político) foi apelidada de Torre della Fame (Torre da Fome).
A torre encontrava-se na Piazza delle sette vie, actual Piazza dei Cavalieri di Santo Stefano, apesar de englobada no palácio, continua a ser reconhecível na fachada, sendo desta estrutua o contorno de pedra que se vê à esquerda do arco central. Também do lado de dentro do arco se podem ver restos duma parede da antiga torre.

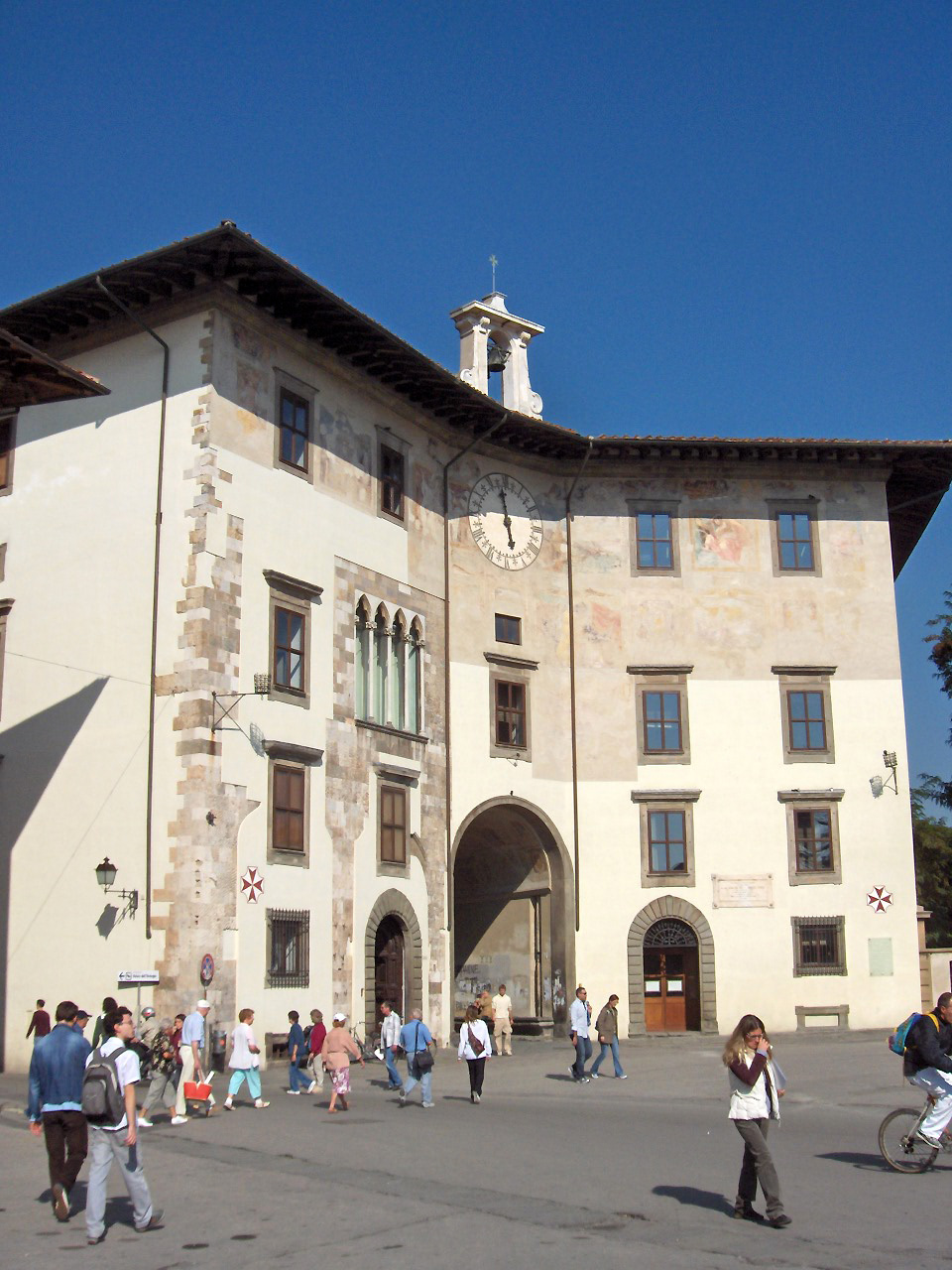
Fachada do Palazzo dell'Orologio.

Entre 1605-1608, na sequência da fusão de dois edifícios vizinhos através dum arco central com o relógio, foi terminado o palácio na forma actual, segundo um projecto de Giorgio Vasari, de 1554. A partir de 1566, o palácio já hospedava a enfermaria da Ordem dos Cavaleiros de Santo Estevão: o responsável sanitário era chamado de Bonomo, pelo que o palácio também é conhecido como Palazzo del Bonomo.
Entre 1607 e 1609, Giovanni Stefano Marucelli e Filippo Palladini afrescaram a fachada e a abóbada interna do arco com panóplias, grotescos e figuras alegóricas, que subentendem a celebração da Casa dos Médici e da Ordem. O relógio e a cela campanária datam de 1696.
Em 1919, depois da ordem já ter sido suprimida, o edifício foi adquirido pelo Conde Alberto della Gherardesca, o qual promoveu uma discutível intervenção, reestruturando o edifício em estilo neogótico com a abertura duma janela quadrífora na fachada, precisamente no local onde se encontram os vestígios da Torre della Muda.
Nas décadas de 1970 e 1980, o edifício passou a pertencer à Escola Normal de Pisa, que o destino a biblioteca; naquele período foi realizada, também, uma passagem subterrânea que passou a ligar este palácio ao Palazzo della Carovana, sede da escola.